# Pyrinia castaneata
Pyrinia castaneata là một loài bướm đêm trong họ Geometridae.